# جاك برايس (لاعب كرة قدم)
جاك برايس (بالإنجليزية: Jack Price)‏ (1 يناير 1877 ببرمنغهام في المملكة المتحدة - ) هو لاعب كرة قدم بريطاني (وحمل سابقاً جنسية المملكة المتحدة لبريطانيا العظمى وأيرلندا) في مركز الهجوم. لعب مع برمنغهام سيتي وستوكبورت كونتي ونادي دونكاستر روفرز ونادي واتفورد.